# Scandicci
Scandicci ist eine italienische Gemeinde mit 49.384 Einwohnern (Stand 31. Dezember 2023) in der Metropolitanstadt Florenz in der Region Toskana.

## Geografie
Die Gemeinde liegt rund 6 km südwestlich von Florenz am Arno und dessen Zufluss Greve. Im südlichen Gemeindegebiet berührt der Pesa den Ort.
Zu den Ortsteilen zählen Badia a Settimo, Capannuccia, Casellina, Granatieri, Le Bagnese, Mosciano, Olmo, Pieve a Settimo, Rinaldi, San Colombano, San Martino alla Palma, San Michele a Torri, San Vincenzo a Torri, Santa Maria a Marciola, Scandicci Alto, Vingone und Viottolone.
Die Nachbargemeinden sind Campi Bisenzio, Florenz, Impruneta, Lastra a Signa, Montespertoli, San Casciano in Val di Pesa und Signa.

## Geschichte
Die Ortsteile Badia a Settimo und Mosciano wurden schon von den Römern bewohnt. Der Name Scandicci entstammt wahrscheinlich dem lateinischen Wort scandere (steigen, aufsteigen). Zudem befindet sich in der Nähe die römerzeitliche Fundstätte Molino San Vincenzo.
Die eigentliche Geschichte von Scandicci beginnt mit der Gebietsreform von Großherzog Leopold I. 1774, als er die Gemeinden Casellina (heute Settimo) und Torri (Pian de' Cerri, San Vincenzo und Romola) unter dem Namen Casellina e Torri zusammenführte. Von 1869 bis 1897 wurde der Palazzo Comunale errichtet, gefolgt von der Piazza Piave (1876) und der Piazza Matteotti (1879). Der Flussverlauf des Greve wurde 1929 verändert, so entstand die heute noch vorhandene Piazza Marconi.
Der englische Schriftsteller D. H. Lawrence besaß in Scandicci seit 1926 eine Villa, in der er u. a. seinen letzten Roman Lady Chatterley verfasste.

## Sehenswürdigkeiten
- Kloster San Salvatore a Settimo

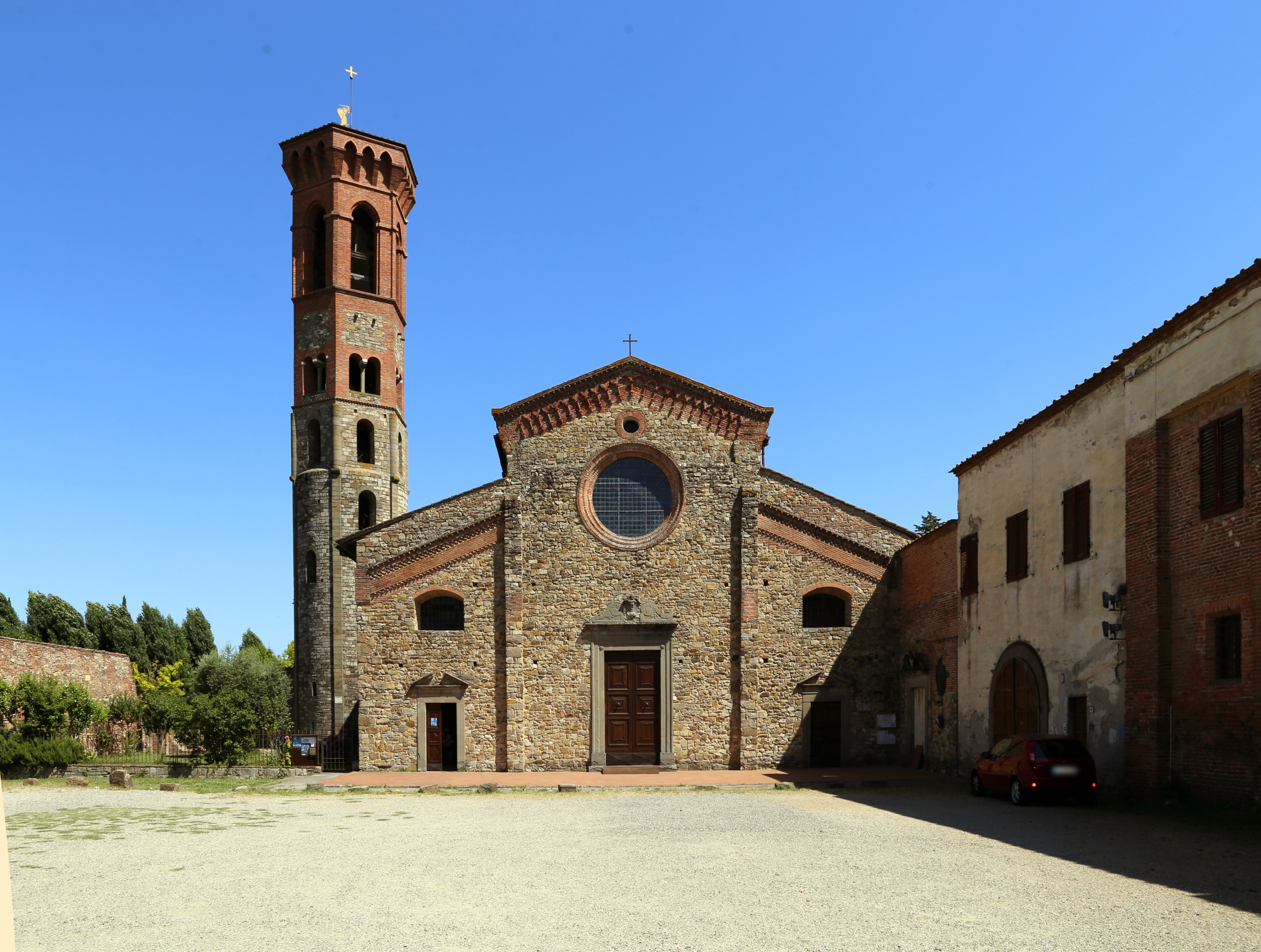
Kloster San Salvatore a Settimo

- Villa Castel Pulci, historische Villa, heute Sitz der Scuola superiore della magistratura

## Verkehr
Scandicci liegt an der A1 (Autostrada del Sole) und besitzt ein für die nördliche Toskana wichtiges Autobahnkreuz, welches die A1 bzw. Florenz mit Pisa und Livorno durch die Strada di grande comunicazione Firenze-Pisa-Livorno (die sogenannte FI-PI-LI) verbindet und die eine mautfreie Alternative zur A11 ist. Außerdem ist Scandicci durch eine Linie der Straßenbahn Florenz mit dem Hauptbahnhof Firenze S.M.N. verbunden. Diese wurde am 14. Februar 2010 in Betrieb genommen und hat 14 Stationen auf einer Länge von 7,8 Kilometern.

## Gemeindepartnerschaften
- Pantin, Frankreich
- Frankfurt (Oder), Deutschland
- Sarajevo, Bosnien und Herzegowina

## Töchter und Söhne der Gemeinde
- Waldemaro Bartolozzi (1927–2020), Radrennfahrer
- Danio Bardi (1937–1991), Wasserballspieler
- Katia Beni (* 1961), Schauspielerin
- Alessandro Paci (* 1964), Schauspieler